# UN-Ausschuss für die Beseitigung der Diskriminierung der Frau
Der Ausschuss für die Beseitigung der Diskriminierung der Frau der Vereinten Nationen (englisch Committee on the Elimination of Discrimination against Women, CEDAW) ist ein Ausschuss von 23 Experten, der seit 1982 die Einhaltung der UN-Konvention zur Beseitigung jeder Form von Diskriminierung der Frau (englisch Convention on the Elimination of All Forms of Discrimination Against Women) überwacht. Dazu trifft er sich zweimal im Jahr, prüft die Berichte, die die unterzeichneten Staaten alle vier Jahre abzugeben haben, und publiziert „allgemeine Aussprachen“ über das Übereinkommen. Der Ausschuss kann auch individuelle Berichte über Verletzungen des Übereinkommens prüfen und Untersuchungen machen, jedoch nur in Mitgliedstaaten des Zusatzprotokolls des Übereinkommens.
Vorsitzende des Ausschusses ist Gladys Acosta Vargas aus Peru (Stand 2021).

## Mitglieder des CEDAW-Ausschusses
Seit seiner Gründung 1982 waren bisher 151 Personen im Ausschuss aktiv. Mit dem Aserbaidschaner Elgun Safarov gehört auch ein Mann dem Ausschuss an.
| Name                                      | Land                | im Amt bis |
| ----------------------------------------- | ------------------- | ---------- |
| Brenda Akia (Berichterstatterin)          | Uganda              | 31.12.2026 |
| Hiroko Akizuki                            | Japan               | 31.12.2026 |
| Hamida Al-Shukairi                        | Oman                | 31.12.2028 |
| Violet Eudine Barriteau                   | Barbados            | 31.12.2028 |
| Rangita de Silva de Alwis                 | Sri Lanka           | 31.12.2026 |
| Corinne Dettmeijer-Vermeulen (Stv. Vors.) | Niederlande         | 31.12.2028 |
| Nada Moustafa Fathi Draz                  | Ägypten             | 31.12.2026 |
| Esther Eghobamien-Mshelia                 | Nigeria             | 31.12.2026 |
| Yamila González Ferrer                    | Kuba                | 31.12.2026 |
| Daphna Hacker                             | Israel              | 31.12.2026 |
| Nahla Haidar (Vors.)                      | Libanon             | 31.12.2028 |
| Madina Jarbussynova                       | Kasachstan          | 31.12.2028 |
| Marianne Mikko (Stv. Vors.)               | Estland             | 31.12.2026 |
| Hong Mu                                   | Volksrepublik China | 31.12.2028 |
| Ana Peláez Narváez                        | Spanien             | 31.12.2026 |
| Jelena Pia-Comella                        | Andorra             | 31.12.2028 |
| Bandana Rana                              | Nepal               | 31.12.2028 |
| Rhoda Reddock (Stv. Vors.)                | Trinidad und Tobago | 31.12.2026 |
| Elgun Safarov                             | Aserbaidschan       | 31.12.2026 |
| Erika Schläppi                            | Schweiz             | 31.12.2028 |
| Natasha Stott Despoja                     | Australien          | 31.12.2028 |
| Genoveva Tisheva (Stv. Vors.)             | Bulgarien           | 31.12.2026 |
| Patsili Toledo Vásquez                    | Chile               | 31.12.2028 |

Ana Peláez Narváez ist die erste Person mit einer Behinderung, die einem anderen Vertragsorgan der Vereinten Nationen als dem UN-Ausschuss zum Schutz der Rechte von Menschen mit Behinderungen angehört. Sie ist zugleich auch Vizepräsidentin des European Disability Forum, dem Forum der Europäischen Behindertenräte in Brüssel.

## Beschwerden
Die bei der UNO eingereichten Beschwerden werden zuerst vom Sekretariat des UN-Hochkommissars für Menschenrechte (OHCHR) geprüft. Dann wird die Beschwerde entweder abgelehnt oder an den CEDAW-Ausschuss weitergeleitet, wo die Beschwerde registriert und zur Stellungnahme an den betreffenden Staat weitergeleitet wird, woraufhin der betreffende Staat seinerseits die Einrede der Unzulässigkeit einbringen kann.
| Staaten           | Hängige | unzulässige | eingestellte | Verstoß | Kein Verstoß | Registriert |
| ----------------- | ------- | ----------- | ------------ | ------- | ------------ | ----------- |
| Deutschland       | 1       | 0           | 0            | 0       | 0            | 1           |
| Liechtenstein     | 0       | 0           | 0            | 0       | 0            | 0           |
| Österreich        | 1       | 0           | 0            | 2       | 0            | 3           |
| Schweiz           | 0       | 0           | 0            | 0       | 0            | 0           |
| Total 104 Staaten | 26      | 17          | 7            | 15      | 1            | 67          |

Die Zahlen sind ohne die bereits vom Sekretariat des  UN-Hochkommissars für Menschenrechte (OHCHR) abgelehnten Beschwerden.
Die einzelnen Entscheide können auch in der Datenbank der UNO abgerufen werden.